# Rudolf Schober
Rudolf Schober (* 28. September 1946) ist ein österreichischer Kriminalbeamter und Politiker (SPÖ). Er war von 1999 bis 2018 Abgeordneter zum Kärntner Landtag.

## Leben
Schober absolvierte eine Mechanikerlehre und war bei der Bundesgendarmerie beschäftigt. Er war mehrere Jahre auf verschiedenen Posten in Kärnten eingesetzt und wurde schließlich Kriminalbeamter bei der Polizei Klagenfurt.
Schober war Vorsitzender der SPÖ Klagenfurt-Land. Er trat Mitte der 1980er Jahre dem Auto-, Motor- und Radfahrerbund Österreichs (ARBÖ) bei und war ab Mitte der 1990er Jahre Landespräsident des ARBÖ Kärnten. Nachdem es ab 2005 zu Streitigkeiten zwischen der ARBÖ-Bundesorganisation und der Kärntner Landesorganisation gekommen war, übernahm Schober 2007 für wenige Wochen das Präsidentenamt der Bundesorganisation. Auf Grund der fortlaufenden Streitigkeiten wurde Schober jedoch im Oktober 2006 von der Bundesorganisation ausgeschlossen und seines Amtes als Präsident des ARBÖ-Kärnten entlassen. Schober berief gegen seine Entlassung und wurde vom Schiedsgericht des Kärntner ARBÖ in seinem Amt als Landespräsident bestätigt. Durch den dauerhaften Konflikt mit der Bundesorganisation legte Schober jedoch im Oktober 2008 frustriert sein Amt zurück.
Schober war ab 1999 Abgeordneter zum Kärntner Landtag. Er war Verkehrs- und Sicherheitssprecher des SPÖ-Landtagsklubs. Von 31. März 2009 bis zum 12. April 2018 war er 2. Präsident des Kärntner Landtages. In dieser Funktion folgte ihm Jakob Strauß nach.
Seit 9. November 2010 ist Schober Präsident des Kärntner Zivilschutzverbandes.

## Auszeichnungen
- 2018: Kärntner Landesorden in Silber[7]